# سركب
سركب (بالأردية و بالبنجابية: سر کپ) هو موقع أثري على الضفة مقابل تاكسيلا في البنجاب في باكستان.
مدينة سركب بناها الملك الإغريقي البختري ديميتريوس الأول بعدما فتح بلاد الهند حوالي عام 180 ق.ح.ع. أسس مملكة هندية إغريقية صمدت حتى عام 10 ق.ح.ع. تقريقبا في المنطقة التي هي شمال غرب باكستان حاليا.

## مدينة إغريقية

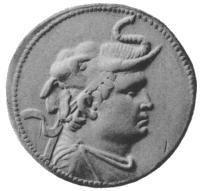
الملك الإغريقي البختري ديميتريوس الأول، مؤسس سركب.

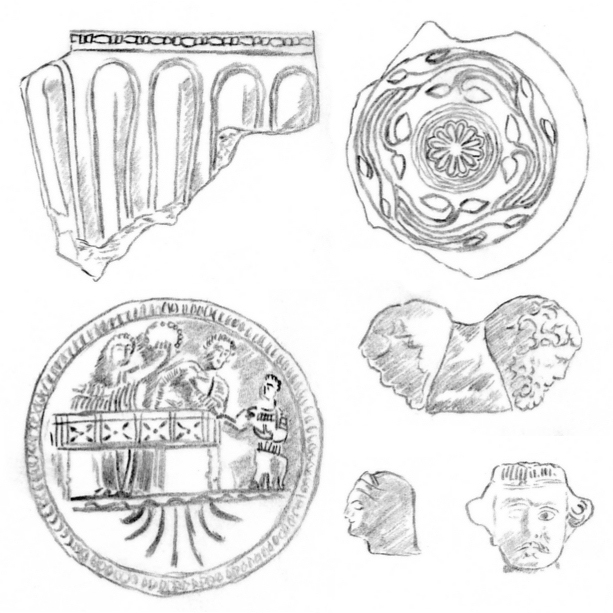
Main archaeological artifacts from the Indo-Greek strata at Taxila. From top, left:
- Fluted vase with bead and reel design (Bhir Mound, stratum 1)
- Cup with rosace and decoratice scroll (Bhir Mound, stratum 1)
- Stone palette with individual on a couch being crowned by standing woman, and served (Sirkap, stratum 5)
- Handle with double depiction of a philosopher (Sirkap, stratum 5/4)
- Woman with smile (Sirkap, stratum 5)
- Man with moustache (Sirkap, stratum 5)
(Source: John Marshall "Taxila, Archaeological excavations").

بنيت سركب طبقا لتخطيط «هيبوداموس» المصبعي الذي تتسم به المدن الإغريقية. تتنظم المدينة حول شارع رئيسي واحد و15 شارع متعامد، وتغطي مساحة 1,200 by 400 متر (3,900 قدم × 1,300 قدم) تقريبا، والحائط عرضه 5–7 متر (16–23 قدم) وطوله 4.8 كيلومتر (3.0 ميل). الأطلال إغريقية الطابع، مثل تلك في أولينثوس في مقدونيا اليونانية.
عُثر على آثار كثيرة من العصر الهلنستي، وخصيصا عملات الملوك الإغريق البختريين ولوحات حجرية تصور مشاهد الأساطير الإغريقية. بعض هذه الآثار هي إغريقية تماما، إلا أن البعض الآخر تمثل تحركا نحو أسلوب أكثر هندية فمثلا بعض الشخصيات الأسطورية، مثل أرتميس، ترتدي سوار الكاحل الهندي.
بعد بنائها من قبل الإغريق، أعيد بنائها خلال الفتوحات المتعاقبة من قبل الهنود السكثيون ثم الهنود الفرثيون ثم ملوك كوشان.

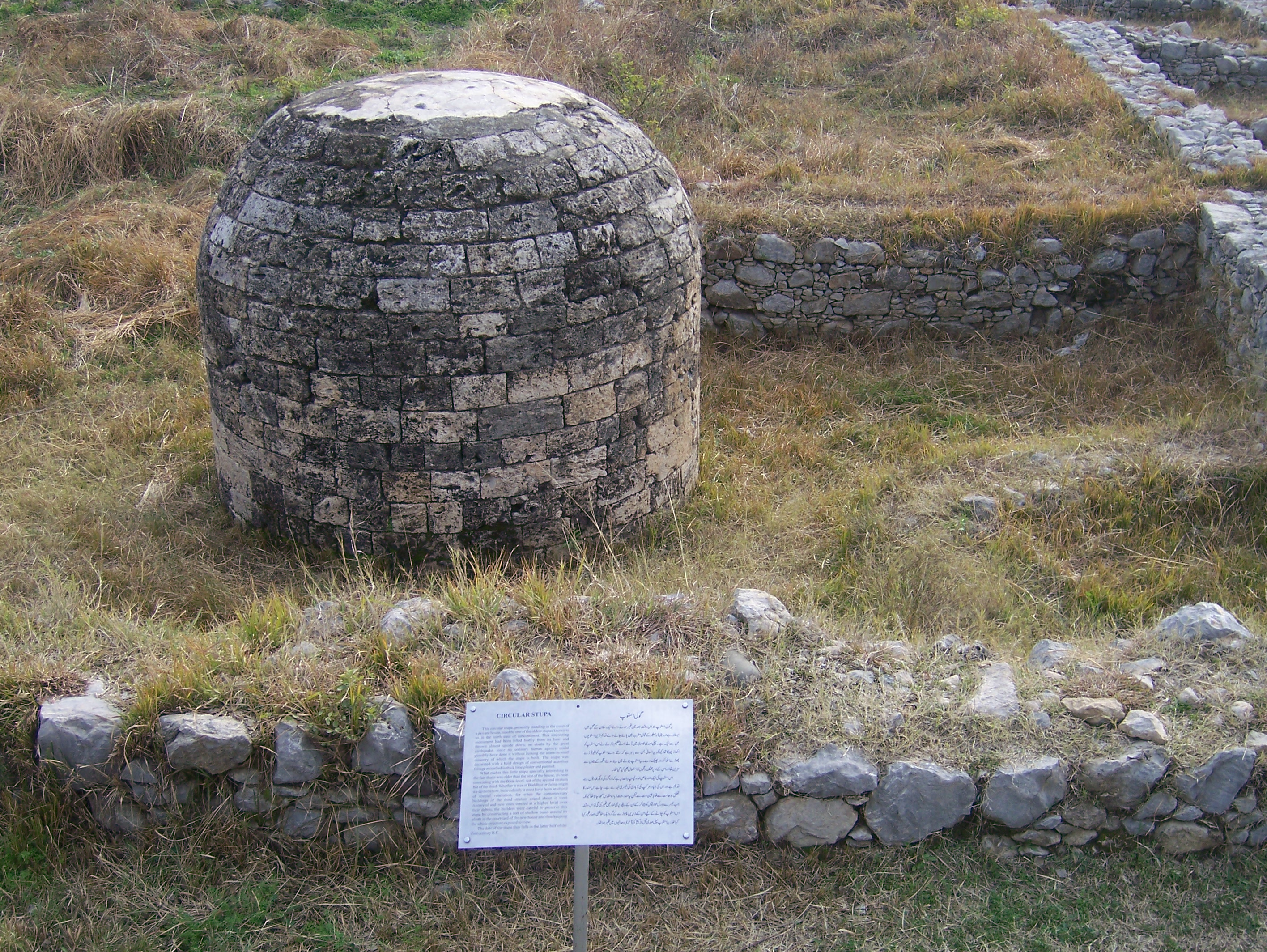
الستوبا الكروية في سركب

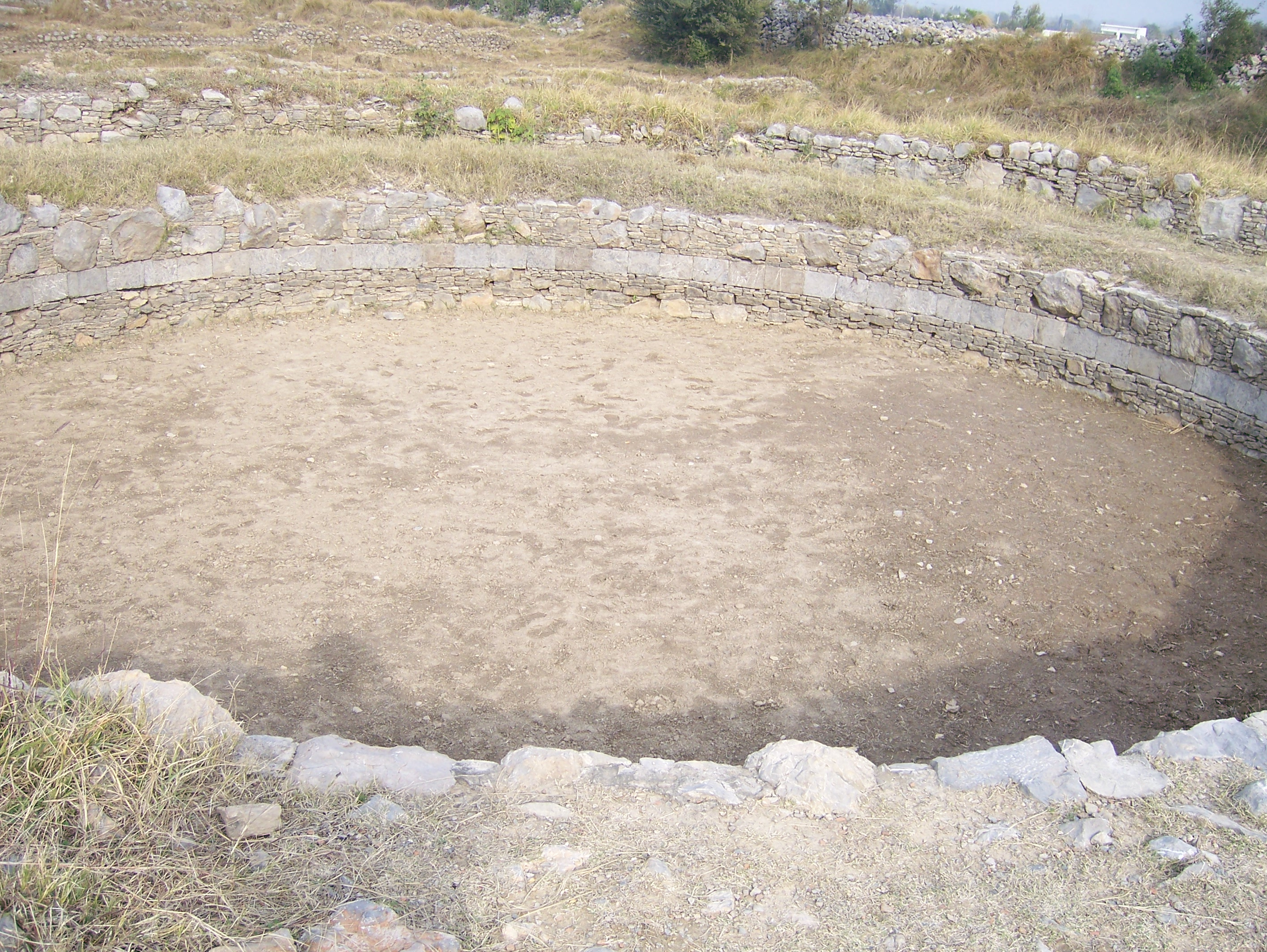
القاعة المدورة للمعبد

## معرض

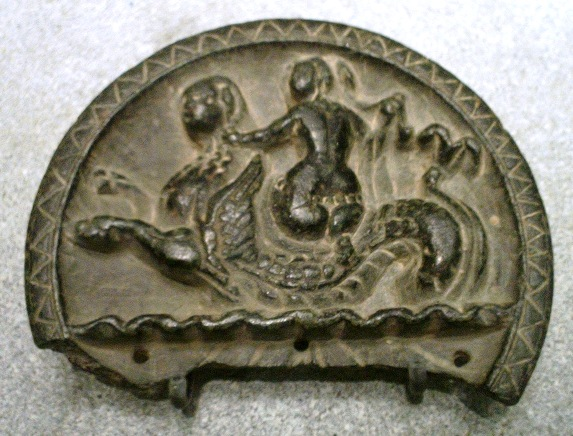
نيريد تركب وحش البحر قيطس، لوحة حجرية، سركب، القرن الثاني ق.ح.ع.
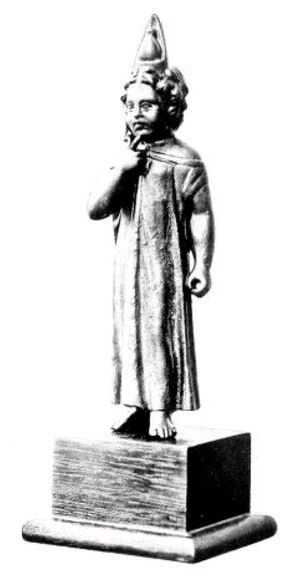
حربوقراط، أواخر العصر الهلنستي، سركب
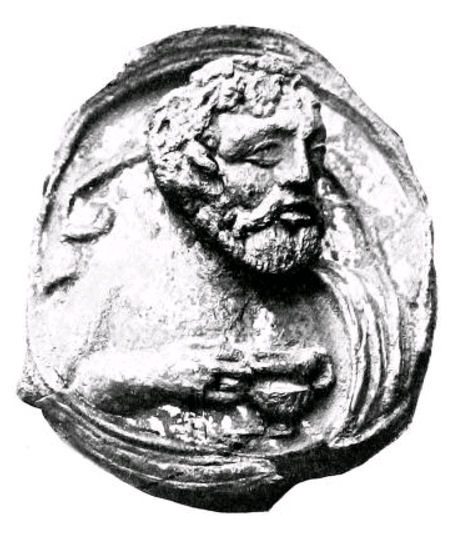
رأس ديونيسوس، سركب
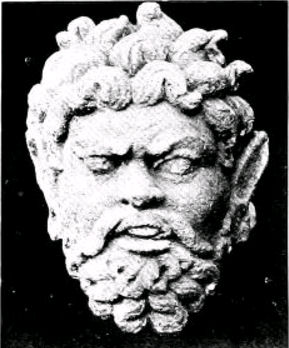
رأس ديونيسوس، سركب
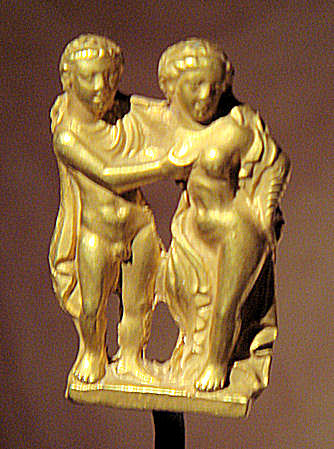
تمثال لزوج هلنستي، سركب
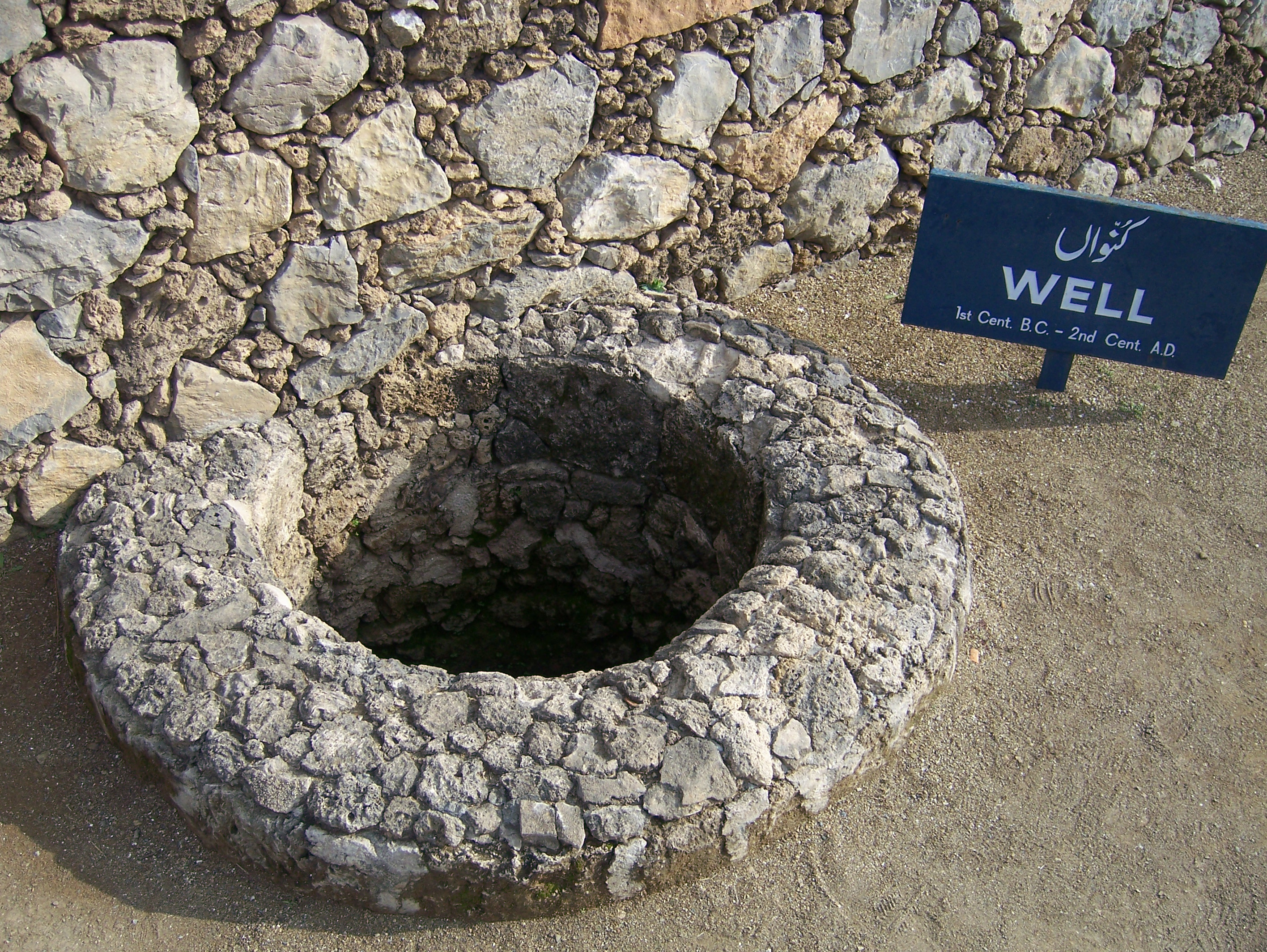
بئر في سركب
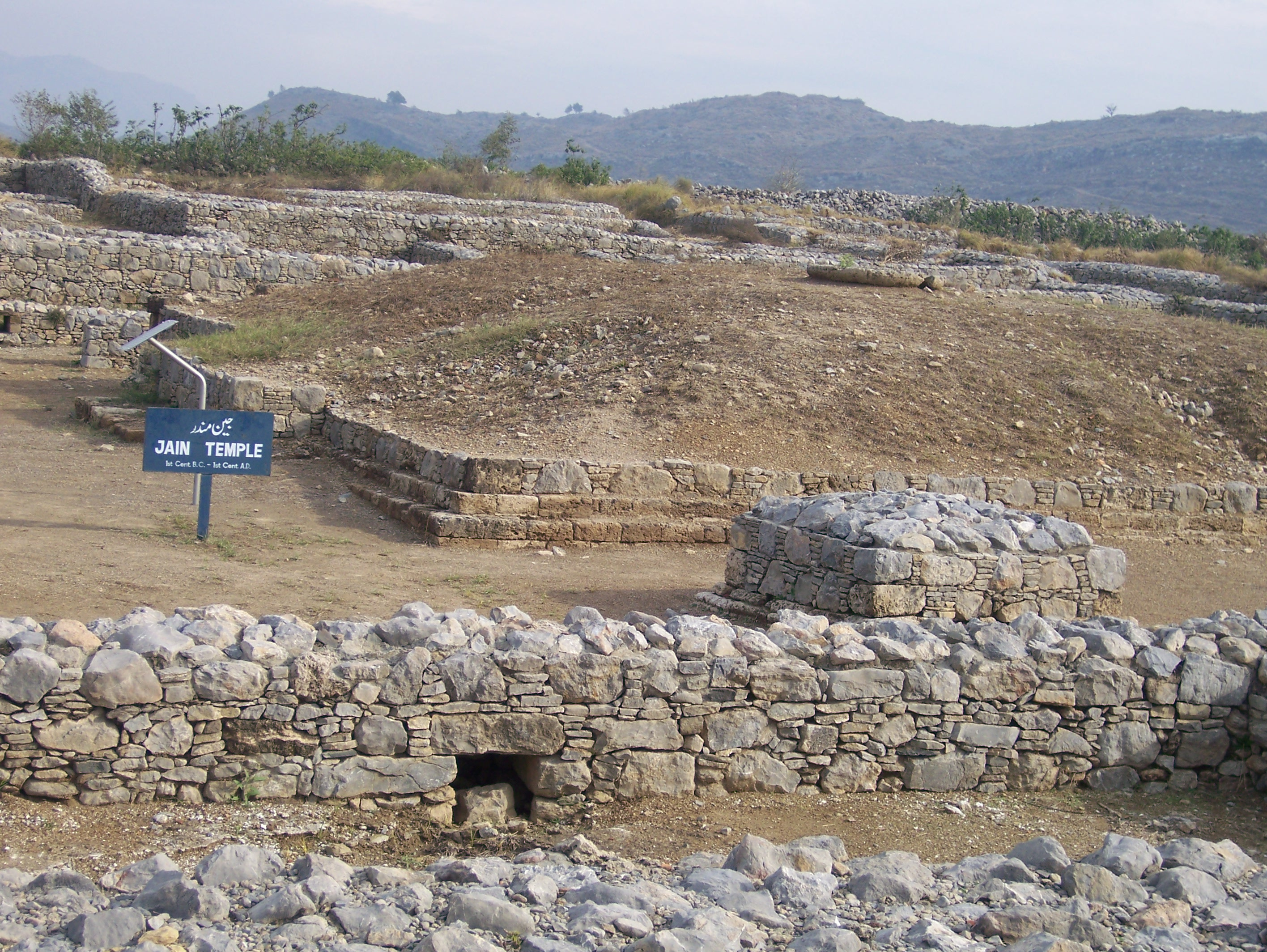
أطلال معبد جايني في سركب
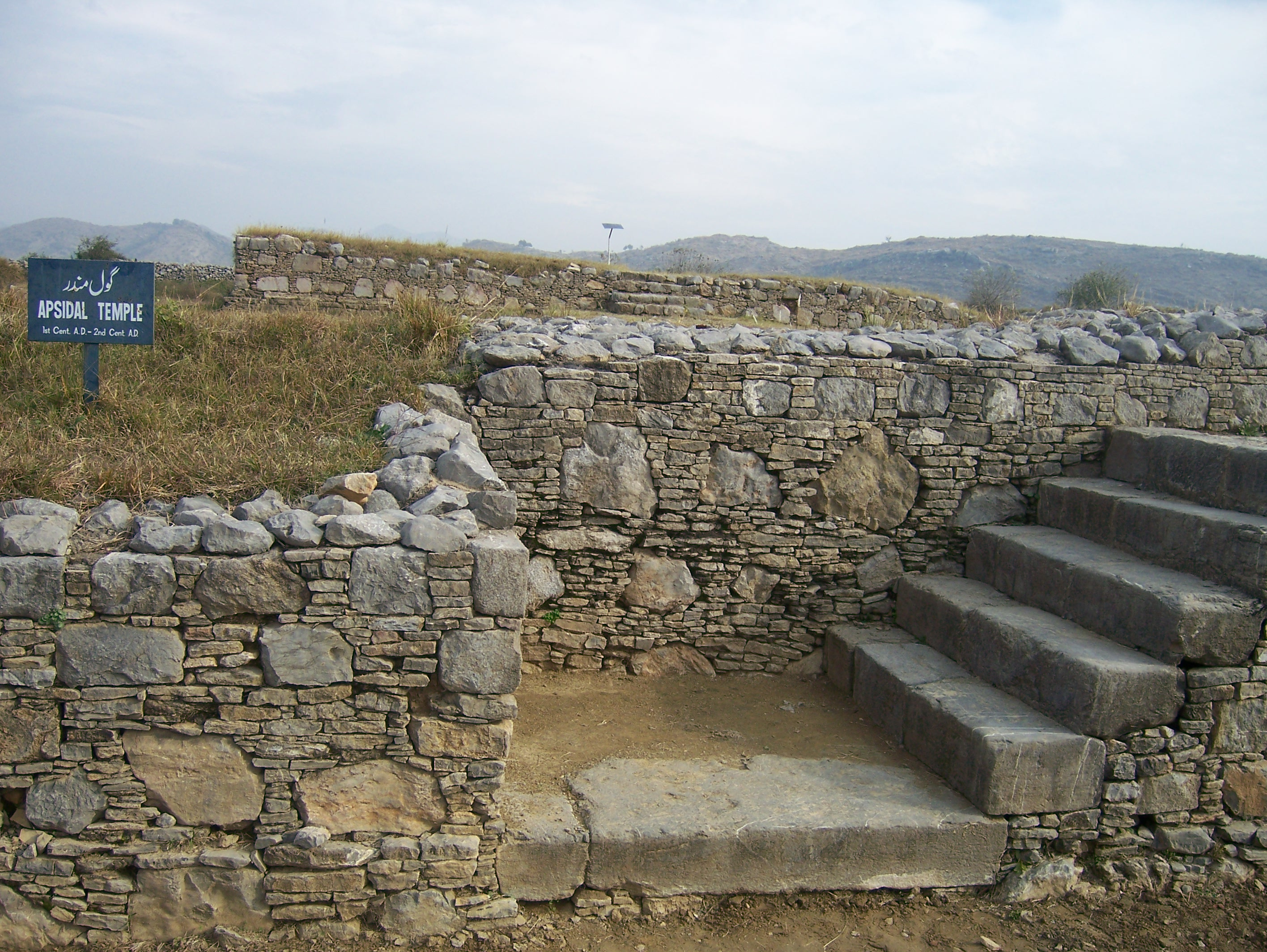
المعبد في سركب
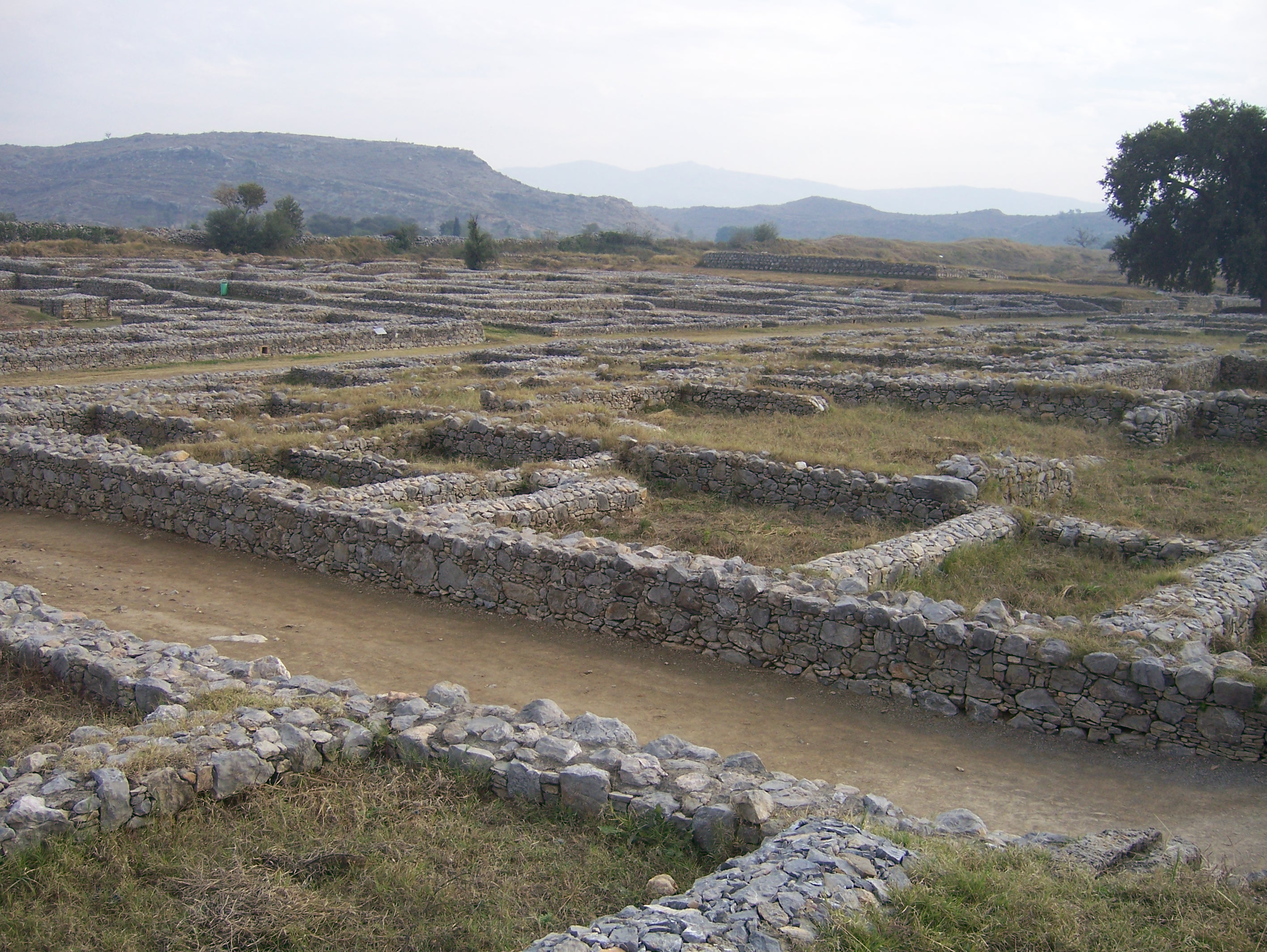
شوارع مدينة سركب
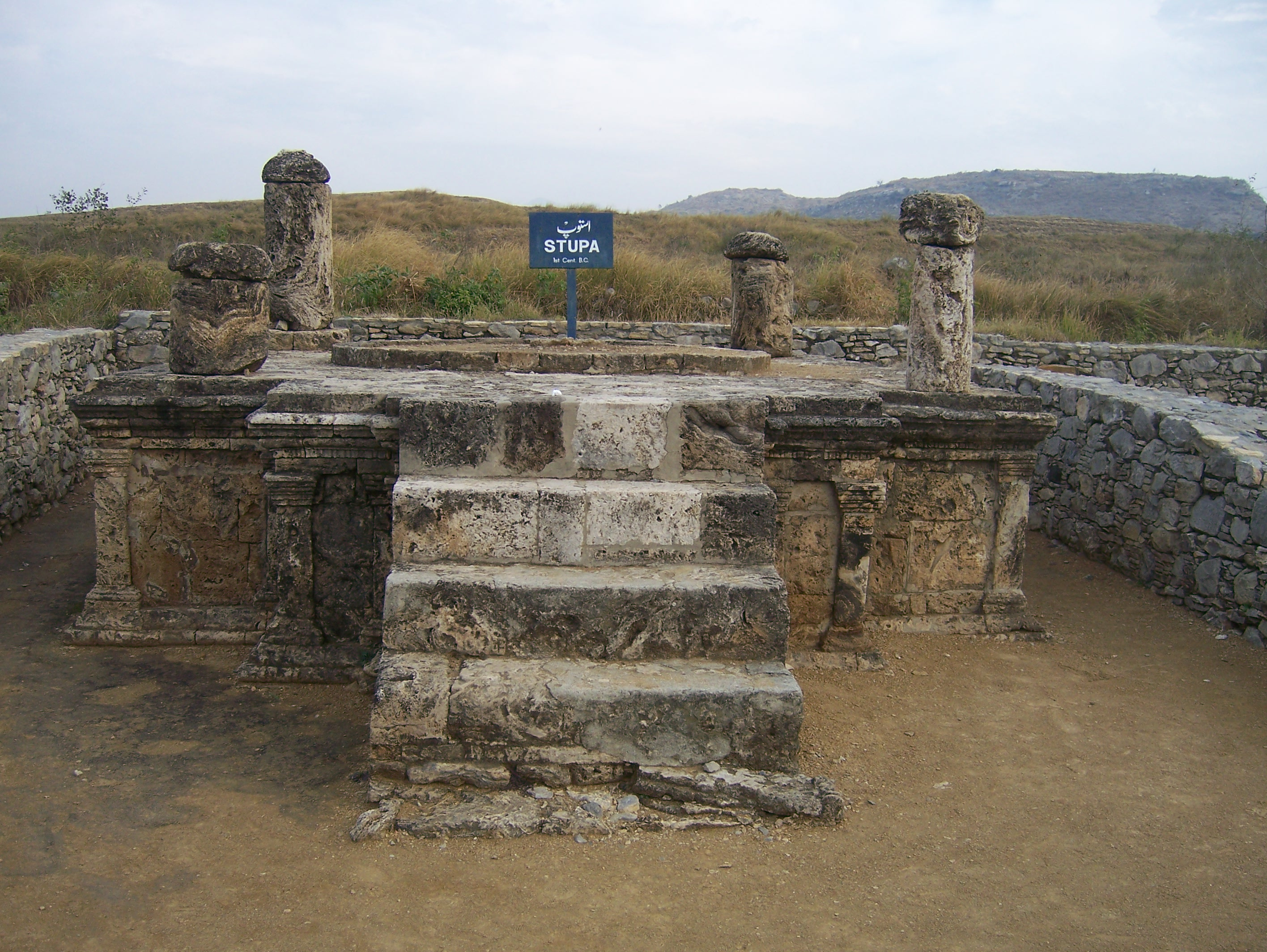
ستوبا من القرن الأول ق.ح.ع.

## انظر أيضا

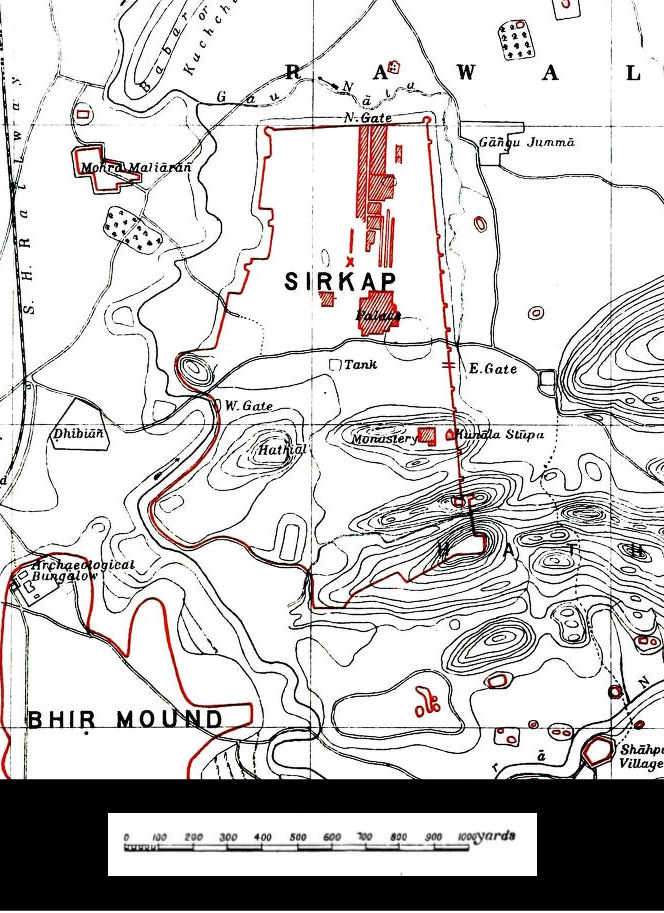
خريطة لأعمال الحفر في سركب